# Скрылёва, Анна
Анна Скрылёва (нем. Anna Skryleva; род. 1975, Москва) — немецкий дирижёр российского происхождения.

## Начало биографии
Анна Скрылева получила свои первые уроки игры на фортепиано в пять лет, а свои первые сочинения написала в возрасте восьми лет. Была принята в класс композиции в Московской консерватории имени П. И. Чайковского, где она также обучалась как пианистка и камерный музыкант.
Обосновавшись в 1999 году в Германии, училась в Берлине в Университете искусств (класс фортепиано Клауса Хельвига) и брала уроки дирижирования у профессора Лутца Хербига в Дюссельдорфе.

## Карьера в Германии
В 2002—2003 гг. ассистент профессора оперного дирижирования Алиции Моунк в Высшей школе музыки Карлсруэ. С 2007 по 2012 год Скрылева участвовала в многочисленных оперных постановках в Гамбургской государственной опере под руководством генерального музыкального директора и художественного руководителя Симоны Янг, выступала также с Гамбургским филармоническим оркестром.
В 2012—2013 гг. заместитель генеральмузикдиректора и первый капельмейстер в оперном театре Шлезвиг-Гольштейна. В 2013—2015 гг. на протяжении двух сезонов занимала такой же пост в Дармштадтском государственном театре, дебютировала в Дармштадте 15 марта 2014 года оперой Джузеппе Верди «Отелло». В 2015 году приняла участие в первом международном семинаре для женщин-дирижёров в Далласе.
1 августа 2019 года заняла пост генеральмузикдиректора Магдебурга, возглавив Магдебургский театр. Критика отметила это как одно из свидетельств возрастающей роли женщин в мире академической музыки.

## Личная жизнь
Замужем за оперным певцом Дитером Швайкартом.